# Когольйос-де-Гуадікс
Когольйос-де-Гуадікс (ісп. Cogollos de Guadix) — муніципалітет в Іспанії, у складі автономної спільноти Андалусія, у провінції Гранада. Населення — 716 осіб (2010).
Муніципалітет розташований на відстані близько 360 км на південь від Мадрида, 39 км на схід від Гранади.

## Демографія
Динаміка населення (INE ):

## Галерея зображень

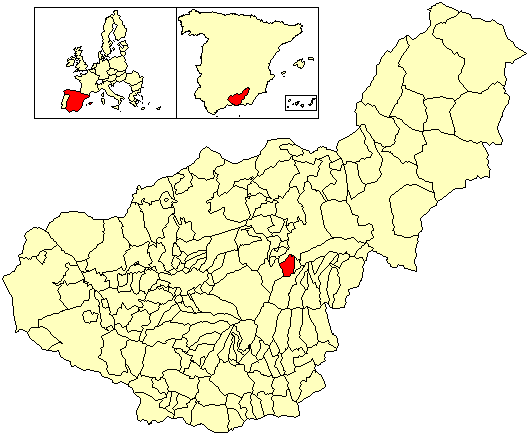
Розташування муніципалітету у провінції Гранада